# Las Flores (Rivera)
Las Flores es una localidad uruguaya del departamento de Rivera.

## Ubicación
La localidad se encuentra situada en la zona sur del departamento de Rivera, próximo al límite con el departamento de Tacuarembó, entre los arroyos Carpintería y Yaguarí, próximo a su confluencia, y 4 km al norte de la ruta 44.

## Características
La localidad se caracteriza por encontrarse ubicada en una zona de gran afloración granítica. Según la leyenda local su nombre se debe, a que allí vivieron seis hermanas «bellas como flores» y en días de fiesta, «ir a ver a las flores», era el paseo preferido por los varones.
La localidad cuenta con junta local, escuela, liceo rural y policlínica. Las fuentes laborales de la zona son las tareas de campo, fabricación de ladrillos y el tallado de piedra granítica. Por parte de las mujeres de la zona se realiza trabajo artesanal en lana, empleando técnicas rústicas de trabajo en telar. 
Debido a la gran adquisición de su territorio en los últimos años se ha previsto que su nuevo nombre sea PUEBLO ALFONSO..

## Población
Según el censo de 2011, la localidad contaba con una población de 359 habitantes.
| -             | - | - | - | 123 | 359 |
| (Fuente: INE) |   |   |   |     |     |